# Pingwu

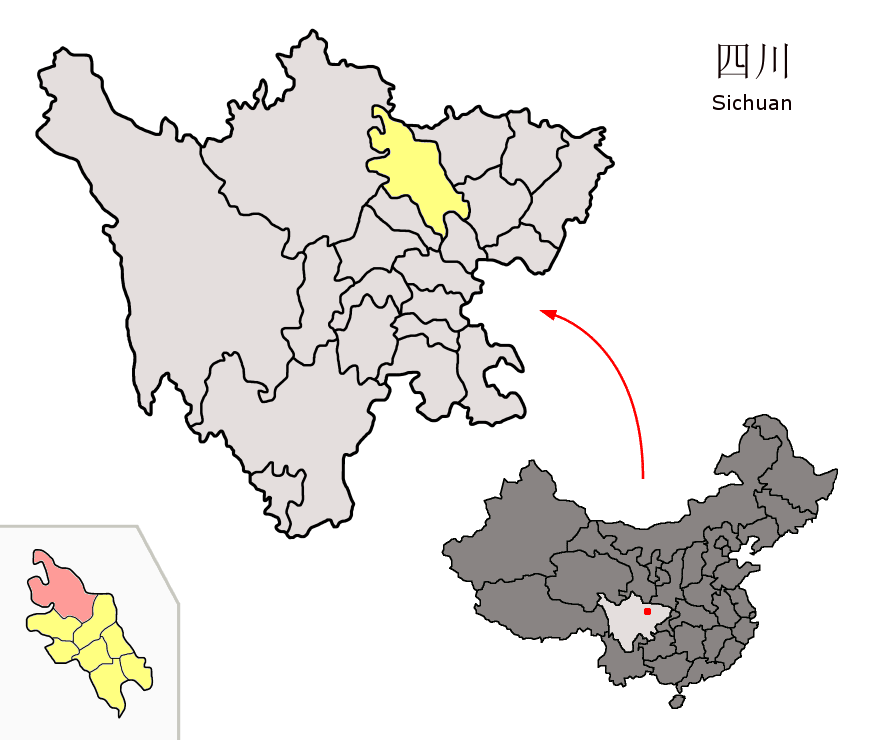
Lage des Kreises Pingwu (rosa) in Mianyang (gelb), Provinz Sichuan.

Pingwu (chinesisch 平武县, Pinyin Píngwǔ Xiàn) ist ein Kreis der bezirksfreien Stadt Mianyang in der chinesischen Provinz Sichuan. Er hat eine Fläche von 5.259 Quadratkilometern und zählt 126.357 Einwohner (Stand: Zensus 2020). In etwa 43.000 bzw. 23 % der Einwohner im Jahre 2009 zählten zu Qiang, Tibeter, Hui und anderen ethnische Minderheiten.
Die Berglandschaften in und um Pingwu sind ein beliebtes Touristenziel. Im Kreis Pingwu leben in etwa 280 wild lebende Pandas (das entspricht etwa 1/7 der auf der Welt befindlichen wild lebenden Pandas!). Davon sind etwa 1/3 in drei in Pingwu befindlichen Naturschutzgebieten (Wanglang-, Sier- und Xiaohegou-Naturreservat) besonders geschützt.
Der Bao’en-Tempel von Pingwu (chinesisch 平武报恩寺, Pinyin Píngwǔ bào'ēnsì) steht seit 1996 auf der Liste der Denkmäler der Volksrepublik China (4-156).
Die Jahresdurchschnittstemperatur in der Verwaltungsstadt von Pingwu liegt bei 14,7 ℃. Hierbei liegt das Temperaturmaximum bei 37 ℃ und das Temperaturminimum bei -7 ℃. Der durchschnittliche Jahresniederschlag über mehrere Jahre liegt bei 866,5 mm (unterliegt jedoch starken Schwankungen). Aufgrund abweichender Höhenlagen und unterschiedlichen Gebirgskonstellationen in den anderen Gemeinden von Pingwu können sich die klimatischen Bedingungen dort teilweise anders ausgestalten.

## Administrative Gliederung
Der Kreis Pingwu setzt sich aus neun Großgemeinden und sechzehn Gemeinden zusammen, darunter drei Gemeinden der Qiang und sechs Gemeinden der Tibeter. Diese sind:
- Großgemeinde Long’an 龙安镇 36.268 Einwohner (Verwaltungssitz – „Pingwu City“)
- Großgemeinde Gucheng 古城镇 14.391 Einwohner
- Großgemeinde Nanba 南坝镇 20.505 Einwohner
- Großgemeinde Xiangyan 响岩镇 11.537 Einwohner
- Großgemeinde Pingtong 平通镇 9.981 Einwohner
- Großgemeinde Doukou 豆叩镇 8.929 Einwohner
- Großgemeinde Dayin 大印镇 7.095 Einwohner
- Großgemeinde Daqiao 大桥镇 8.125 Einwohner
- Großgemeinde Shuijing 水晶镇 12.004 Einwohner
- Gemeinde Gaocun 高村乡 6.282 Einwohner
- Gemeinde Shuitian 水田乡 4.302 Einwohner
- Gemeinde Bazi 坝子乡 7.877 Einwohner
- Gemeinde Shuiguan 水观乡 3.855 Einwohner
- Gemeinde Tucheng 土城乡 5.947 Einwohner
- Gemeinde Jiubao 旧堡乡 3.501 Einwohner
- Gemeinde Kuoda 阔达乡 5.450 Einwohner
- Gemeinde Pingnan der Qiang 平南羌族乡 2.407 Einwohner
- Gemeinde Xutang der Qiang 徐塘羌族乡 2.881 Einwohner
- Gemeinde Suojiang der Qiang 锁江羌族乡 7.096 Einwohner
- Gemeinde Huangyangguan der Tibeter 黄羊关藏族乡 1.567 Einwohner
- Gemeinde Huya der Tibeter 虎牙藏族乡 2.350 Einwohner
- Gemeinde Si’er der Tibeter 泗耳藏族乡 900 Einwohner
- Gemeinde Baima der Tibeter 白马藏族乡 1.935 Einwohner
- Gemeinde Muzuo der Tibeter 木座藏族乡 1.600 Einwohner
- Gemeinde Mupi der Tibeter 木皮藏族乡 1.014 Einwohner